# 瓦朗格贝克
瓦朗格贝克（法語：Varenguebec，法語發音：[vaʁɑ̃ɡbɛk]）是法国芒什省的一个市镇，属于库唐斯区。

## 地理
瓦朗格贝克（49°20'19"N, 1°29'53"W）面积21.19 平方千米，位于法国诺曼底大区芒什省，该省份为法国西北部沿海省份，西、北、东北三面环大西洋，东起顺时针与卡爾瓦多斯省、奧恩省、马耶讷省和伊勒-维莱讷省接壤。
与瓦朗格贝克接壤的市镇（或旧市镇、城区）包括：拉博讷维尔、杜沃河畔克罗维尔、多维尔、蒙瑟内勒、讷梅尼勒、罗维尔拉普拉斯、圣索沃尔勒维孔特、皮科维尔。

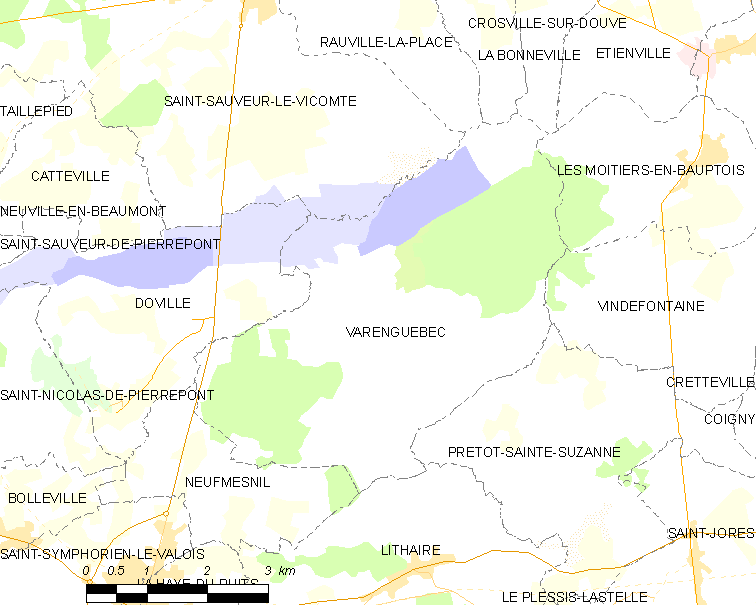
瓦朗格贝克的OSM定位图

瓦朗格贝克的时区为UTC+01:00、UTC+02:00（夏令时）。

## 行政
瓦朗格贝克的邮政编码为50250，INSEE市镇编码为50617。

## 政治
瓦朗格贝克所属的省级选区为克雷昂斯县。

## 人口

1962-2008年间瓦朗格贝克人口变化图示

瓦朗格贝克于2022年1月1日时的人口数量为329人。